# Alxa Gaoyuan
Alxa Gaoyuan är en platå i Kina. Den ligger i den autonoma regionen Inre Mongoliet, i den norra delen av landet, omkring 730 kilometer väster om regionhuvudstaden Hohhot.